# لوگن (کانزاس)
لوگن (به انگلیسی: Logan) شهری در ایالت کانزاس کشور ایالات متحده آمریکا است که جمعیت آن در سرشماری سال ۲۰۱۰ میلادی، ۵۸۹ نفر بوده‌است.